# エヴァ・ガードナー
エヴァ・ガードナー（Ava Lavinia Gardner、1922年12月24日 - 1990年1月25日）は、アメリカ合衆国ノースカロライナ州出身の女優。アメリカ映画協会（AFI）が1999年6月に選出したアメリカの「最も偉大なる女優50名」では第25位であった。

## プロフィール

### 生い立ち
貧しい農家の7人兄弟の末っ子としてノースカロライナ州ジョンストン郡グラブタウン (en) に生まれる。母親のモリーはバプティスト派のスコットランド系アイルランド人とイングランド人の混血、父親はカトリック派のアイルランド系アメリカ人とタスカローラ族・インディアンの混血だった。

### デビュー
姉の夫が写真家であり、彼が撮ったエヴァの写真がきっかけで映画界入りした。デビューしたものの強い南部訛りが災いし、何年も目だったヒット作がなく、女優としては低迷していた。仕事といえばピンナップの撮影の方が多かった。
身長が170センチメートル近くあり、顔立ちがエキゾチックであるため、ブロンドの女優がもてはやされるハリウッドでは異色の存在だった。既定路線の役柄でなく、ジプシーの役、黒人の役 などが多かった。早くから、ファム・ファタール適材の女優として目立っていた。

### 2度の結婚

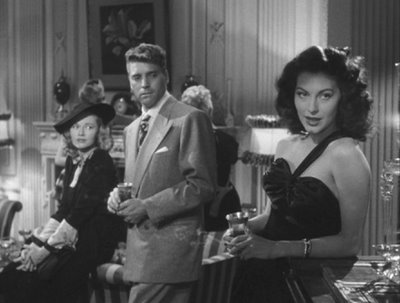
「殺人者」（1946年）

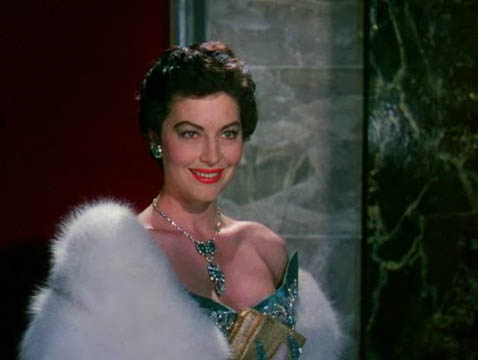
「裸足の伯爵夫人」（1954年）

第二次世界大戦中の1942年に、人気俳優のミッキー・ルーニーと結婚したことで、名前は知られるようになった。この結婚は長続きせず、1年半で離婚した。その後、ミュージシャンのアーティ・ショウと結婚するも1年で離婚した。
アーティとの間に初めての子供を身ごもるも、所属映画会社社長の「子持ちの女優はスターになれない」との一言で中絶し、「夫より社長の言うことを聞くなんて!」と彼を嘆かせた。なお、大富豪のハワード・ヒューズや、ドミニカ共和国の外交官でプレイボーイとして知られたポルフィリオ・ルビロサとの交際も知られている。

### 人気
転機は1951年のミュージカル『ショウ・ボート』で、強烈な存在感を残し一気にブレイクした。その後『モガンボ』や『裸足の伯爵夫人』、『渚にて』などの人気作に出演した。その後結婚するフランク・シナトラとは、交際時からスキャンダルとなった。

### シナトラとの再婚
ティーン向けの歌手から出発し、幼なじみのナンシーと結婚して3児の父になっていたシナトラは、当時歌手として低迷し、俳優としてもくすぶっていた。エヴァと交際するようになっても、カトリックである上にマフィアの娘でもあるシナトラの妻が離婚を承諾せず、いらだったエヴァは前夫アーティー・ショーに会ったりしていた。そのことに怒ったシナトラが、エヴァと電話で会話中に、彼女に聞こえるようにピストルを壁に向けて発射するという事件を起こした。
なお、シナトラとは1951年11月に結婚したが、1953年に公開された『地上より永遠に』出演後のシナトラの人気復活とともに、シナトラに再発した浮気癖が原因で1957年に離婚している。

### 晩年
1960年代以降に流行が変化すると一時の人気も衰えていったが、『北京の55日』や『天地創造』などの大作に出演している。次第にハリウッドの作品から遠ざかり、国外の作品に多く出演するようになった。シナトラとの離婚後にスペインの闘牛士と付き合ったことから、スペインに住所を移している。1990年1月25日、1968年以来居住していたロンドン・ナイツブリッジのエニスモア・ガーデンズ (34 Ennismore Gardens) にて肺炎で死去。

## 主な出演作品
| 公開年 | 邦題 原題                                         | 役名                            | 備考       |
| ------ | ------------------------------------------------- | ------------------------------- | ---------- |
| 1944   | 恋愛聴診器 3 Men in White                         | ジェーン・ブラウン              |            |
| 1946   | 殺人者 The Killers                                | キティ・コリンズ                |            |
| 1947   | 自信売ります The Hucksters                        | ジェーン                        |            |
| 1948   | ヴィナスの接吻 One Touch of Venus                 | ヴィナス                        |            |
| 1949   | 賄賂 The Bribe                                    | エリザベス                      |            |
| 1951   | パンドラ Pandora and the Flying Dutchman          | パンドラ・レイノルズ            |            |
| 1951   | ショウ・ボート Show Boat                          | ジュリー                        |            |
| 1951   | 禁じられた過去 My Forbidden Past                  | バーバラ                        |            |
| 1952   | 栄光の星の下に Lone Star                          | マーサ・ロンダ                  |            |
| 1952   | キリマンジャロの雪 The Snows of Kilimanjaro       | シンシア・グリーン              |            |
| 1953   | 荒原の疾走 Ride, Vaquero!                         | コーデリア・キャメロン          |            |
| 1953   | モガンボ Mogambo                                  | エロイズ・Y・ケリー             |            |
| 1953   | 円卓の騎士 Knights of the Round Table             | グィネヴィア                    |            |
| 1954   | 裸足の伯爵夫人 The Barefoot Contessa              | マリア・ヴァルガス              |            |
| 1956   | ボワニー分岐点 Bhowani Junction                   | ヴィクトリア・ジョーンズ        |            |
| 1957   | 潮風のいたづら The Little Hut                     | レディ・スーザン・アシュロー    |            |
| 1957   | 陽はまた昇る The Sun Also Rises                   | レディ・ブラット・アシュレイ    |            |
| 1959   | 裸のマヤ The Naked Maja                           | マリア                          |            |
| 1959   | 渚にて On the Beach                               | モイラ・デヴィッドソン          |            |
| 1960   | 夜と昼の間 The Angel Wore Red                     | Soledad                         |            |
| 1963   | 北京の55日 55 Days at Peking                      | ナタリー・イヴァノフ            |            |
| 1964   | 五月の七日間 Seven Days in May                    | エレノア・ホルブルック          |            |
| 1964   | イグアナの夜 The Night of the Iguana              | マキシーン                      |            |
| 1966   | 天地創造 The Bible: In the Beginning              | サラ                            |            |
| 1969   | うたかたの恋 Mayerling                            | エリーザベト (オーストリア皇后) |            |
| 1972   | ロイ・ビーン The Life and Times of Judge Roy Bean | リリー                          |            |
| 1974   | 大地震 Earthquake                                 | レミー・グラフ                  |            |
| 1975   | 殺しの許可証 Permission to Kill                   | カティナ・ピーターセン          |            |
| 1976   | 青い鳥 The Blue Bird                              |                                 |            |
| 1976   | カサンドラ・クロス The Cassandra Crossing         | ニコール・ドレスラー            |            |
| 1977   | センチネル The Sentinel                           | ミス・ローガン                  |            |
| 1979   | シティ・オン・ファイア City on Fire               | マギー・グレイソン              |            |
| 1980   | 大統領の誘拐 The Kidnapping of the President      | ベス・リチャーズ                |            |
| 1985   | 長く熱い夜 The Long Hot Summer                    | ミニー・リトルジョン            | テレビ映画 |

## 日本語吹き替え
ほとんどの作品で翠準子が担当している。

## 伝記
- ジェーン・エレン・ウェイン『エヴァ・ガードナー　美しすぎた女の一生』（矢沢聖子訳、講談社、1993年）

## その他
- 1954年（昭和29年）11月28日に来日している。女優の津島恵子との写真が現存する[8]。同12月2日まで滞在した。